# Peirópolis
Peirópolis es una localidad rural ubicada en Brasil, a 20 km al sureste de Uberaba, en el estado de Minas Gerais. Alberga dos yacimientos paleontológicos: Peirópolis y Serra da Galga, que pertenecen a la Formación Serra da Galga, del Grupo Bauru, anteriormente asignada a la Formación Marília. Su geología se destaca por los registros de rocas sedimentarias y fósiles del Cretácico Superior.
El 27 de marzo de 2024, la localidad fue integrada al Geoparque Uberaba, que recibió reconocimiento como geoparque mundial por la Unesco.

## Orígenes
La creación de Peirópolis está relacionada con el inmigrante y comerciante español Federico Peiró (1859-1915), quien se estableció en el lugar en 1896, entonces conocido como “Paineiras”. Debido a la abundancia de roca caliza en la región, al poco tiempo Peiró inició la construcción de caleras para producir cal mediante su quema, y almacenes para la conservación de granos. Para el transporte de los materiales producidos en la zona, utilizó el ramal ferroviario local para el transporte de pasajeros y de la producción local hacia São Paulo y Río de Janeiro. Tras el fallecimiento de Peiró, la estación fue rebautizada como "Peirópolis" en su memoria y funcionó hasta la década de 1970. 

## Paleontologia

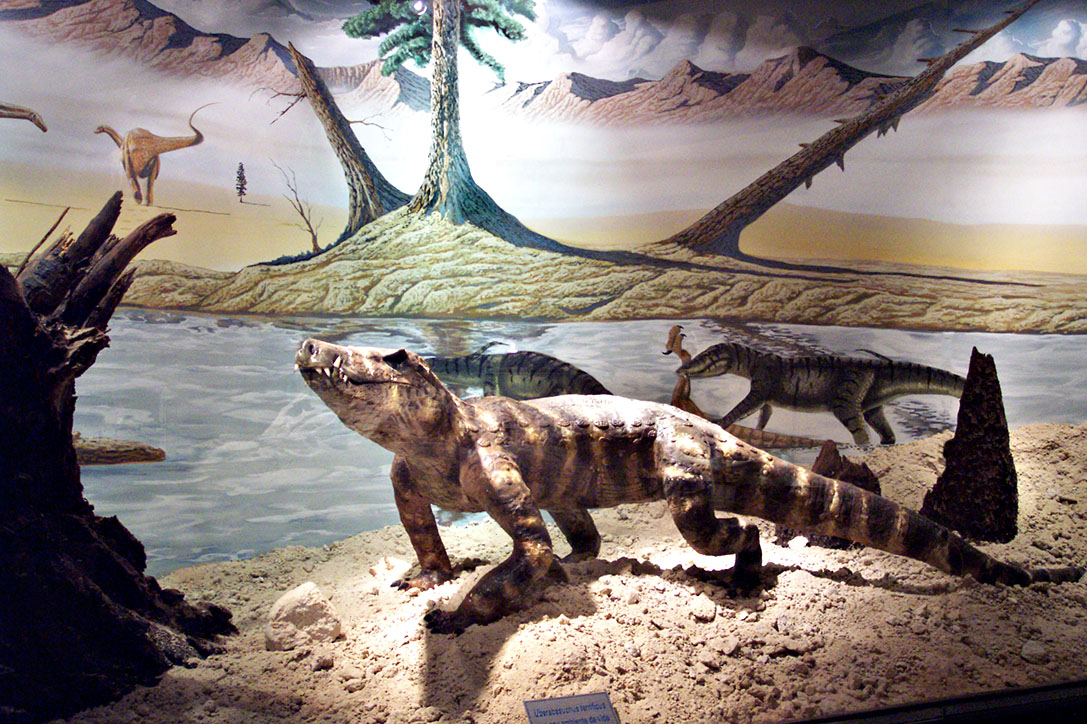
Una réplica de Uberabasuchus expuesta en el Museo de Dinosaurios de Peirópolis.

Los primeros fósiles de la región fueron descubiertos en 1945 durante obras de mantenimiento en un tramo ferroviario local. Ante el hallazgo, se convocó al paleontólogo brasileño Llewellyn Ivor Price, vinculado al Departamento Nacional de Producción Mineral (DNPM), para realizar análisis e investigaciones en el sitio. El primer fósil identificado fue un huevo esférico perteneciente a la familia Titanosauridae y formalmente descrito en 1951. Price y su equipo realizaron excavaciones anuales en la región hasta 1974.
En 1991, bajo la supervisión del geólogo Luiz Carlos Borges Ribeiro, comenzó la construcción de un complejo dedicado a los estudios paleontológicos, inaugurado en 1992. El complejo comprende el Centro de Investigaciones Paleontológicas Llewellyn Ivor Price (CPPP) y el Museo de Dinosaurios de Peirópolis, este último ubicado en el edificio de la estación ferroviaria desactivada. Tras su establecimiento, el complejo asumió la coordinación de actividades de excavación, preparación y desarrollo de investigaciones paleontológicas, además de funcionar como un espacio de exhibición de fósiles prehistóricos encontrados en la región.
Hasta principios del siglo XXI, se han registrado más de 4000 fósiles en la zona, incluyendo una variedad de especies de vertebrados y invertebrados del Cretácico Superior, así como plantas y microfósiles. En 2010, el Centro Paleontológico Price y el Museo de Dinosaurios se unieron al Complejo Cultural y Científico de Peirópolis, que está bajo la administración de la Universidad Federal del Triángulo Mineiro (UFTM), con su sede en Uberaba.

## Taxones paleontológicos

### Dinosaurios
- Aeolosaurus[11]
- Baurutitan
- Caieiria allocaudata[12]
- Maxakalisaurus
- Trigonosaurus
- Uberabatitan
- Ypupiara[13]

### Pseudosuquios
- Baurusuchus[14]
- Caipirasuchus[15]
- Itasuchus[16]
- Labidiosuchus[17]
- Peirosaurus
- Uberabasuchus

### Mammaliaformes
- Eremotherium laurillardi[18]

### Otros
Entre los fósiles documentados se destacan especímenes primitivos de tortugas, peces, anfibios, herbívoros, carnívoros, cocodrilos, aves, mamíferos, así como restos de otros lagartos prehistóricos.